# Bandera del Óblast de Járkov (Rusia)
La bandera de la administración rusa del óblast de Járkov, es el símbolo utilizado por las autoridades prorrusas en la ocupación militar en curso del óblast ucraniano de Járkov, desde la anexión formal a Rusia de iure de este territorio en septiembre de 2022.

## Historia
A la firma del acuerdo de anexión de la República Popular de Lugansk a la Federación Rusa quedó incluida la porción que ocupan las fuerzas rusas de facto en el óblast de Járkov, el acuerdo fue firmado por el presidente ruso Vladímir Putin y el líder instalado por los rusos en la República Popular de Lugansk, Leonid Pasechnik, la bandera de la región de Járkov pudo verse expuesta tanto en el territorio ruso ocupado en Lugansk como en Járkov. Su diseño es similar al de la antigua autoproclamada en 2014, República Popular de Járkov, que se encuentra dentro del óblast homónimo en Ucrania, con la diferencia de color en la franja de arriba; mientras que en el de la bandera de la República Popular es verde, en el de la Administración Rusa es rosa.
Ambas banderas se han visto portadas por tropas rusas y tropas separatistas, defendiendo la idea de reconstituir la República Popular y anexionarla a la Federación Rusa.

## Banderas relacionadas

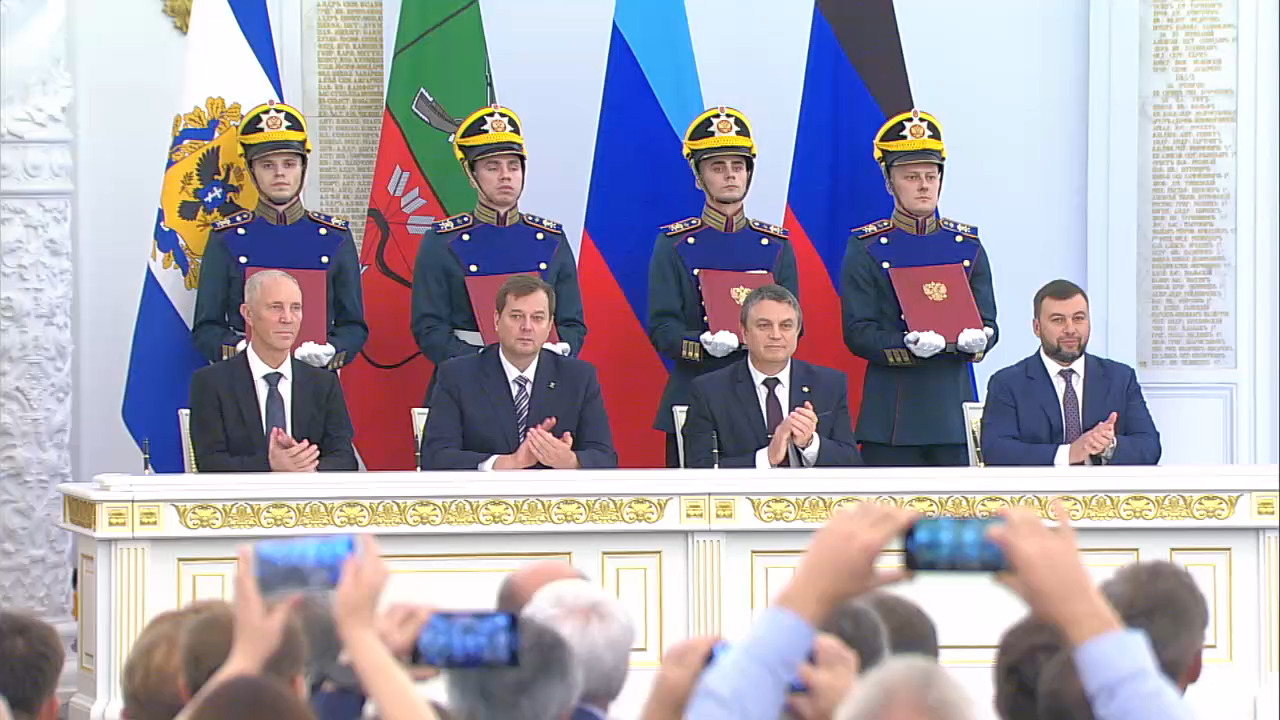

- Bandera del óblast ucraniano de Járkov.
- Escudo del óblast ucraniano de Járkov.
- Bandera de la República Popular de Járkov.
- Escudo de la administración rusa del óblast de Járkov.
- Ceremonia de firma de los acuerdos de anexión de Donetsk, Lugansk, Zaporiyia y Jersón a Rusia.